# Aphanocephalus maculipennis
Aphanocephalus maculipennis is een keversoort uit de familie Discolomatidae. De wetenschappelijke naam van de soort is voor het eerst geldig gepubliceerd in 2000 door Pal.